# Castles Crumbling
«Castles Crumbling» — песня американской певицы Тейлор Свифт при участии Хейли Уильямс (вокалистки рок-группы Paramore). Она вышла 7 июля 2023 в качестве 20-го трека её третьего перезаписанного альбома Speak Now (Taylor’s Version). Спродюсированная Свифт и Джеком Антоноффом песня «Castles Crumbling» представляет собой эмо-балладу в стиле инди-фолк под аккомпанемент фортепиано, а ее текст рассказывает о давлении славы.
Музыкальные критики посчитали, что на песню «Castles Crumbling» повлиял инцидент с участием Свифт и рэпера Канье Уэста на церемонии вручения премии MTV Video Music Awards в 2009 году. Они дали песне в целом положительные отзывы и назвали ее характер деликатным. Песня попала в топ-40 Billboard Global 200 и в чарты Австралии, Новой Зеландии и США. Свифт исполнила ее вживую на концертах в Лондоне и Санта-Кларе в рамках своего тура Eras Tour (2023-24).

## Предыстория и релиз
Американская певица-певица Тейлор Свифт выпустила свой третий студийный альбом Speak Now 25 октября 2010 года на лейбле Big Machine Records.
Свифт выпустила ещё три студийных альбома на лейбле Big Machine, согласно её контракту на запись, который истёк в ноябре 2018 года. После этого она вышла из состава музыкантов Big Machine и подписала новый контракт с Republic Records, который обеспечил ей права на владение авторскими правами на любую новую музыку, которую она выпустит. В 2019 году американский бизнесмен Скутер Браун приобрёл Big Machine; право собственности на авторские права на первые шесть студийных альбомов Свифт, включая Speak Now, перешло к нему. В августе 2019 года Свифт осудила покупку Брауна и объявила, что перезапишет свои первые шесть студийных альбомов, чтобы самой владеть их мастер-версиями. Свифт начала процесс перезаписи в ноябре 2020 года.
5 мая 2023 года, на первой дате тура Eras Tour в Нашвилле, Свифт объявила Speak Now (Taylor’s Version) своим следующим перезаписанным альбомом, релиз которого намечен на 7 июля. Впоследствии она заявила в социальных сетях: «Я люблю этот альбом, потому что он рассказывает историю о взрослении, взлётах, полётах и крушениях… и жить, чтобы говорить об этом». Свифт подчеркнула трудности, с которыми она столкнулась в своей жизни во время написания альбома, среди которых «жестокая честность, нефильтрованные дневниковые признания и дикая тоска». 5 июня 2023 года Свифт объявила трек-лист альбома Speak Now (Taylor’s Version), содержащий 22 композиции. Среди 22 песен есть шесть песен «From the Vault», которые были написаны для альбома 2010 года, но так и не вошли в него, включая «Castles Crumbling».
В интервью журналу Coup de Main в июле 2023 года Уильямс выразила свою благодарность и удовольствие от трека, потому что, по ее мнению, он отражает жизненный опыт, через который прошли и она, и Свифт.
«Castles Crumbling» вышла 7 июля 2023 года в качестве 20-го трека из альбома Speak Now (Taylor’s Version), изданного лейблом Republic Records.
28 июля 2023 года Свифт исполнила песню вживую на концерте Eras Tour в Санта-Кларе (Калифорния), в качестве «песни-сюрприза» вне обычного сет-листа. CBS News назвал выступление «потрясающим», а The Ringer включил его в десятку лучших «песен-сюрпризов» тура. Она снова спела ее, на этот раз с Уильямс, на концерте Eras Tour в Лондоне 23 июня 2024 года.
Песня «Castles Crumbling» дебютировала под номером 31 в Billboard Hot 100, увеличив количество треков Свифт в топ-40 до 119. Песня стала первым попаданием Уильямс в американский чарт Hot Country Songs, заняв там 13-е место. Песня вошла в чарты Канады (42), Австралии (33) и Новой Зеландии (30), а также заняла 30-е место в Billboard Global 200.

## Композиция и тексты песен
Музыкальные критики назвали «Castles Crumbling» эмо-песней с влиянием инди-фолка. Песня построена на заметной линии фортепиано. Первый куплет исполняет Свифт, а Уильямс поет второй. Две певицы вместе исполняют припев и гармонируют друг с другом во время аутро песни. Микаэль Вуд из Los Angeles Times сравнил звуковой ландшафт песни с инди-фолком альбомов Folklore и Evermore (оба 2020).
Во время работы над Speak Now Свифт находилась под пристальным вниманием общественности: ее личная жизнь стала предметом сплетен в СМИ, а переход певицы от кантри-музыки к поп-музыке вызвал скептические отзывы, которые она высказывает в первом куплете песни «Castles Crumbling». Различные критики и поклонники провели связь между этой песней и тем, как Канье Уэст прервал речь Свифт на церемонии вручения премии MTV Video Music Awards в 2009 году. Мора Джонстон в рецензии для Rolling Stone провела сравнение между темами «Castles Crumbling» и «Innocent», трека Speak Now, выпущенного в 2010 году и также посвященного инциденту на MTV.

## Отзывы
В газете The Daily Telegraph Поппи Плат отметила, что слушатели, ожидавшие увидеть совместную работу Свифт и Уильямс, могут быть разочарованы «несколько приторным тоном», однако выбрала эту песню как выделяющуюся и сказала, что она является «идеальным компаньоном» для других баллад, таких как «Enchanted» и «Last Kiss». Келси Барнс из The Line of Best Fit согласилась и сказала, что постановка похожа на сольные проекты Уильямс. Кроме того, Джессика Сагер из Parade отметила, что название песни может быть отсылкой к песне Paramore «Brick By Boring Brick» (2009), в которой Уильямс поет «похороните замок». Маура Джонстон из Rolling Stone описала ее как «туманную съемку разрушенного личного ландшафта». Лаура Снейпс из The Guardian сказала, что это «падающая, нежная песня» и «провидческая песня для Свифт, написанная в начале ее имперского этапа».
Назвав трек «дуэтом на века», британский критик Rolling Stone Марк Сазерленд похвалил, что голоса певиц «великолепно переплетаются, когда они борются со страхом, что аплодисменты однажды могут превратиться в крики». Мэри Сироки из Consequence назвала «Castles Crumbling» песней недели, написав, что это «мягкое — но пронзительное — восстановление повествования». В статье, опубликованной на сайте Spin, Бобби Оливье отметил, что дуэт, представленный в альбоме Speak Now (Taylor’s Version), «сильнее», чем «Electric Touch», совместная работа с группой Fall Out Boy, назвав ее «восхитительно эмо-пианино». Несмотря на то, что Джейсон Липшутц из Billboard поставил песню на последнее место в своем рейтинге треков альбома «From the Vault», он написал, что композиция «наполнена неземными голосами, а Свифт и Уильямс сохраняют скорбное отношение, исследуя свои личные обломки».

## Чарты
| Чарт (2023)                             | Высшая позиция |
| --------------------------------------- | -------------- |
| Австралия (ARIA)                        | 33             |
| Канада (Billboard Canadian Hot 100)     | 42             |
| Мир (Billboard Global 200)              | 30             |
| Греция (IFPI)                           | 87             |
| Новая Зеландия (Recorded Music NZ)      | 30             |
| Великобритания (OCC UK Audio Streaming) | 54             |
| США (Billboard Hot 100)                 | 31             |
| США (Billboard Hot Country Songs)       | 13             |

## Сертификации
| Регион                                                                      | Сертификация | Продажи |
| --------------------------------------------------------------------------- | ------------ | ------- |
| Бразилия (ABPD)                                                             | Золотой      | 20 000  |
| Данные о продажах + прослушиваниях приведены только на основе сертификации. |              |         |

### Комментарии
1. ↑  Официальное название «Castles Crumbling (Taylor’s Version) (From the Vault)»[1]